# نجم‌الدین حسن
نجم‌الدین حسن (عربی: نجم الدين حسن؛ 1945 – ۲۱ نوامبر ۲۰۱۳) بازیکن فوتبال بود.
وی به‌همراه تیم ملی فوتبال سودان در بازی‌های المپیک تابستانی ۱۹۷۲ شرکت کرده‌است.